# Maroko na Zimowych Igrzyskach Olimpijskich 1992
Maroko na Zimowych Igrzyskach Olimpijskich 1992 reprezentowało 12 zawodników, w tym 10 mężczyzn i dwie kobiety. Wystartowali oni w narciarstwie alpejskim i biegach narciarskich.
Był to czwarty start reprezentacji Maroka na zimowych igrzyskach olimpijskich.

## Biegi narciarskie

### Mężczyźni
| Zawodnik         | Konkurencja   | czas      | Pozycja |
| ---------------- | ------------- | --------- | ------- |
| Mustapha Tourki  | Bieg na 10 km | 46:15,1   | 107.    |
| Mohamed Oubahim  | Bieg na 10 km | 47:32,6   | 108.    |
| Faissal Cherradi | Bieg na 10 km | 1:11:07,4 | 110.    |
| Mustapha Tourki  | Bieg łączony  | 1:21:33,1 | 96.     |
| Mohamed Oubahim  | Bieg łączony  | 1:35:32,2 | 98.     |
| Faissal Cherradi | Bieg łączony  | 2:27:37,8 | 99.     |

## Narciarstwo alpejskie

### Mężczyźni
| Zawodnik            | Konkurencja | Konkurencja | Konkurencja                      | Konkurencja                      | Konkurencja                      | Konkurencja                      | Konkurencja               | Konkurencja               | Konkurencja               | Konkurencja               |
| Zawodnik            | Supergigant | Supergigant | Slalom gigant                    | Slalom gigant                    | Slalom gigant                    | Slalom gigant                    | Slalom specjalny          | Slalom specjalny          | Slalom specjalny          | Slalom specjalny          |
| Zawodnik            | Czas        | Pozycja     | Czas 1. przejazdu                | Czas 2. przejazdu                | Czas łączny                      | Pozycje                          | Czas 1. przejazdu         | Czas 2. przejazdu         | Czas łączny               | Pozycja                   |
| ------------------- | ----------- | ----------- | -------------------------------- | -------------------------------- | -------------------------------- | -------------------------------- | ------------------------- | ------------------------- | ------------------------- | ------------------------- |
| Brahim Ait Sibrahim | 1:38,60     | 89.         | 1:26,81                          | 1:27,41                          | 2:54,22                          | 78.                              | 1:15,13                   | 1:14,87                   | 2:30,00                   | 52.                       |
| El-Hassan Mahta     | 1:41,06     | 91.         | Dyskwalifikacja w 1. przejeździe | Dyskwalifikacja w 1. przejeździe | Dyskwalifikacja w 1. przejeździe | Dyskwalifikacja w 1. przejeździe | 1:29,74                   | 1:27,72                   | 2:57,46                   | 60.                       |
| Brahim Id Abdellah  | 1:49,65     | 92.         |                                  |                                  |                                  |                                  |                           |                           |                           |                           |
| Brahim Izdag        | 2:08,31     | 93.         |                                  |                                  |                                  |                                  | Nie ukończył 1. przejazdu | Nie ukończył 1. przejazdu | Nie ukończył 1. przejazdu | Nie ukończył 1. przejazdu |
| Mustapha Naitlhou   |             |             | 1:38,11                          | 1:39,21                          | 3:17,32                          | 84.                              |                           |                           |                           |                           |
| Noureddine Bouchaal |             |             | 1:38,40                          | 1:43,90                          | 3:22,30                          | 86.                              |                           |                           |                           |                           |
| Hicham Diddou       |             |             |                                  |                                  |                                  |                                  | 1:25,01                   | Nie ukończył 2. przejazdu | Nie ukończył 2. przejazdu | Nie ukończył 2. przejazdu |

### Kobiety
| Zawodniczka  | Konkurencja     | Konkurencja     | Konkurencja                | Konkurencja                | Konkurencja                | Konkurencja                | Konkurencja                | Konkurencja                | Konkurencja                | Konkurencja                |
| Zawodniczka  | Supergigant     | Supergigant     | Slalom gigant              | Slalom gigant              | Slalom gigant              | Slalom gigant              | Slalom specjalny           | Slalom specjalny           | Slalom specjalny           | Slalom specjalny           |
| Zawodniczka  | Czas            | Pozycja         | Czas 1. przejazdu          | Czas 2. przejazdu          | Czas łączny                | Pozycja                    | Czas 1. przejazdu          | Czas 2. przejazdu          | Czas łączny                | Pozycja                    |
| ------------ | --------------- | --------------- | -------------------------- | -------------------------- | -------------------------- | -------------------------- | -------------------------- | -------------------------- | -------------------------- | -------------------------- |
| Nawal Slaoui | Dyskwalifikacja | Dyskwalifikacja | Nie ukończyła 1. przejazdu | Nie ukończyła 1. przejazdu | Nie ukończyła 1. przejazdu | Nie ukończyła 1. przejazdu | 1:08,85                    | 1:08,22                    | 2:17,07                    | 41.                        |
| Ghalia Sebti |                 |                 | 1:31,53                    | 1:36,13                    | 3:07,66                    | 43.                        | Nie ukończyła 1. przejazdu | Nie ukończyła 1. przejazdu | Nie ukończyła 1. przejazdu | Nie ukończyła 1. przejazdu |